# Blue Note Records
Blue Note Records és un segell discogràfic de jazz creat l'any 1939 a Nova York i dirigida durant molt de temps per Alfred Lion i Francis Wolff. Actualment pertany al grup EMI. El seu nom prové de la "nota blava" característica del jazz i del blues.
Alfred Lion i Frank Wolff eren jueus alemanys que havien immigrat als Estats Units després de l'arribada al poder de Hitler.
Blue Note és associada principalment al hard bop, ja que ha publicat discos de pràcticament tots els gèneres de jazz. Horace Silver, Jimmy Smith i Art Blakey són els músics més relacionats amb el segell, però quasi tots els jazzmen importants de la post-guerra (mundial) han gravat per aquest segell.
De fet, Blue Note ha enregistrat els "clàssics" de Clifford Brown, Lou Donaldson, Dexter Gordon, Johnny Griffin, Herbie Hancock, Freddie Hubbard, Jay Jay Johnson, Thelonious Monk, Bud Powell, Max Roach o Sonny Rollins.
El segell va ser autònom durant molt de temps i Alfred Lion enregistrava segons el seu gust personal. Només calia tenir swing o groove i tenir el sentiment del blues. En Frank Wolff era qui realitzava les fotografies per a les caràtules.
Avui dia, Blue Note tira endavant cantants com Cassandra Wilson o Norah Jones i no s'està d'engrandir el seu repertori firmant amb artistes soul o folk com ara Amos Lee, Raul Midón o Keren Ann.

## Escolteu
Entre els 900 o 950 "estàndards" del segell:
- Sidney Bechet, Summertime.
- Art Blakey, A Night at Birdland.
- John Coltrane, Blue Train.
- Eric Dolphy, Out To Lunch !
- Kenny Dorham, Afro-Cuban
- Herbie Hancock, Cantaloupe Island.
- Bobbi Humphrey, Blacks and Blues.
- Thelonious Monk, Round Midnight.
- Lee Morgan, The Sidewinder.
- Bud Powell, Un poco loco.
- Horace Silver, Song for My Father.
- Blue Break Beats (recopilatoris)
- Jacky Terrasson